# World Cup i ishockey 2004
World Cup i ishockey 2004 spelades i Sverige, Finland, Tyskland, Tjeckien, USA och Kanada 30 augusti - 14 september 2004.
Kanada vann World Cup i ishockey 2004 genom att besegra Finland i finalen med 3-2. 
Trofén överlämnades till lagledaren Wayne Gretzky och lagkaptenen Mario Lemieux av förre Toronto-stjärnan Börje Salming.

## Arenor
- Air Canada Centre, Toronto, Kanada
- Centre Bell, Montréal, Kanada
- Kölnarena, Köln, Tyskland
- Globen, Stockholm, Sverige
- Hartwall Arena, Helsingfors, Finland
- Sazka Arena, Prag, Tjeckien
- Xcel Energy Center, St Paul, USA

## Poängligan
| Pos | Spelare            | SM | M | A | Pts |
| --- | ------------------ | -- | - | - | --- |
| 1   | Fredrik Modin      | 4  | 4 | 4 | 8   |
| 2   | Vincent Lecavalier | 6  | 2 | 5 | 7   |
| 3   | Keith Tkachuk      | 5  | 5 | 1 | 6   |
| 4   | Martin Havlat      | 5  | 3 | 3 | 6   |
| 4   | Joe Sakic          | 6  | 3 | 3 | 6   |
| 6   | Kimmo Timonen      | 6  | 1 | 5 | 6   |
| 7   | Daniel Alfredsson  | 4  | 0 | 6 | 6   |
| 7   | Mike Modano        | 5  | 0 | 6 | 6   |
| 9   | Patrik Eliáš       | 5  | 3 | 2 | 5   |
| 9   | Milan Hejduk       | 5  | 3 | 2 | 5   |
| 9   | Tomas Holmström    | 4  | 3 | 2 | 5   |

## All Star Team
- Målvakt: Martin Brodeur, Kanada
- Backar: Adam Foote, Kanada; Kimmo Timonen, Finland
- Forwards: Vincent Lecavalier, Kanada; Fredrik Modin, Sverige; Saku Koivu, Finland
- MVP: Vincent Lecavalier, Kanada

## Resultat

### Gruppspel
| Datum       | Match             | Spelplats                   | Resultat |
| 30 augusti  | Finland-Tjeckien  | Hartwall Arena, Helsingfors | 4-0      |
| 31 augusti  | Sverige-Tyskland  | Globen, Stockholm           | 5-2      |
| 1 september | Sverige-Tjeckien  | Globen, Stockholm           | 4-3      |
| 2 september | Tyskland-Finland  | Kölnarena, Köln             | 0-3      |
| 3 september | Tjeckien-Tyskland | Sazka Arena, Prag           | 7-2      |
| 4 september | Finland-Sverige   | Hartwall Arena, Helsingfors | 4-4      |

| Datum       | Match              | Spelplats                   | Resultat |
| 31 augusti  | Kanada-USA         | Centre Bell, Montréal       | 2-1      |
| 1 september | Slovakien-Kanada   | Centre Bell, Montréal       | 1-5      |
| 2 september | USA-Ryssland       | Xcel Energy Center, St Paul | 1-3      |
| 3 september | USA-Slovakien      | Xcel Energy Center, St Paul | 3-1      |
| 4 september | Kanada-Ryssland    | Air Canada Centre, Toronto  | 3-1      |
| 5 september | Ryssland-Slovakien | Air Canada Centre, Toronto  | 5-2      |

### Slutspel
| Datum        | Match                         | Spelplats                   | Resultat |
| 6 september  | Kvartsfinal Finland-Tyskland  | Hartwall Arena, Helsingfors | 2-1      |
| 7 september  | Kvartsfinal Sverige- Tjeckien | Globen, Stockholm           | 1-6      |
| 7 september  | Kvartsfinal Ryssland-USA      | Xcel Energy Center, St Paul | 3-5      |
| 8 september  | Kvartsfinal Kanada-Slovakien  | Air Canada Centre, Toronto  | 5-0      |
| 10 september | Semifinal Finland-USA         | Xcel Energy Center, St Paul | 2-1      |
| 11 september | Semifinal Kanada-Tjeckien     | Air Canada Centre, Toronto  | 4-3 öt   |
| 14 september | Final Kanada-Finland          | Air Canada Centre, Toronto  | 3-2      |

### Slutställning
```
 1. 
 
Kanada
 
```

2.  Finland 

3.  Tjeckien 

4.  USA 

5.  Sverige 

6.  Ryssland 

7.  Slovakien 

8.  Tyskland

## Spelartrupper
| Finlands ishockeylandslag i World Cup 2004 |
| Målvakter 30 Kari Lehtonen, Atlanta Thrashers - 34 Miikka Kiprusoff, Calgary Flames - 36 Vesa Toskala, San Jose Sharks Backar 2 Joni Pitkänen, Philadelphia Flyers - 4 Kimmo Timonen, Nashville Predators - 5 Ossi Väänänen, Colorado Avalanche - 6 Sami Salo, Vancouver Canucks - 7 Aki-Petteri Berg, Toronto Maple Leafs - 27 Teppo Numminen, Dallas Stars - 32 Toni Lydman, Calgary Flames - 44 Janne Niinimaa, New York Islanders Anfallare 8 Teemu Selänne, Colorado Avalanche - 9 Niklas Hagman, Florida Panthers - 10 Ville Nieminen, Calgary Flames - 11 Saku Koivu, Montreal Canadians - 12 Olli Jokinen, Florida Panthers - 15 Tuomo Ruutu, Chicago Blackhawks - 16 Ville Peltonen, HC Lugano - 21 Mikko Koivu, TPS Åbo - 22 Mikko Eloranta, TPS Åbo - 24 Antti Laaksonen, Minnesota Wild - 25 Jukka Hentunen, HC Fribourg-Gottéron - 26 Jere Lehtinen, Dallas Stars - 36 Riku Hahl, Colorado Avalanche - 37 Jarkko Ruutu, Vancouver Canucks - 39 Niko Kapanen, Dallas Stars |

| Kanadas ishockeylandslag i World Cup 2004 |
| Målvakter 1 Roberto Luongo, Florida Panthers - 30 Martin Brodeur, New Jersey Devils - 60 Jose Theodore, Montreal Canadiens Backar 2 Eric Brewer, Edmonton Oilers - 3 Jay Bouwmeester, Florida Panthers - 6 Wade Redden, Ottawa Senators - 23 Scott Hannan, San Jose Sharks - 27 Scott Niedermayer, New Jersey Devils - 28 Robyn Regehr, Calgary Flames - 52 Adam Foote, Colorado Avalanche - 55 Ed Jovanovski, Vancouver Canucks Anfallare 4 Vincent Lecavalier, Tampa Bay Lightning - 9 Shane Doan, Phoenix Coyotes - 10 Brenden Morrow, Dallas Stars - 12 Jarome Iginla, Calgary Flames - 15 Dany Heatley, Atlanta Thrashers - 18 Kirk Maltby, Detroit Red Wings - 21 Simon Gagné, Philadelphia Flyers - 22 Patrick Marleau, San Jose Sharks - 26 Martin St. Louis, Tampa Bay Lightning - 33 Kris Draper, Detroit Red Wings - 39 Brad Richards, Tampa Bay Lightning - 66 Mario Lemieux, Pittsburgh Penguins - 91 Joe Sakic, Colorado Avalanche - 94 Ryan Smyth, Edmonton Oilers - 97 Joe Thornton, Boston Bruins |

| Rysslands ishockeylandslag i World Cup 2004 |
| Målvakter 30 Ilya Bryzgalov, Cincinnati Mighty Ducks - 35 Alexander Fomichev, Sibir Novosibirsk - 39 Maxim Sokolov, Avangard Omsk Backar 5 Vitalij Visjnevskij, Mighty Ducks of Anaheim - 6 Anton Voltjenkov, Ottawa Senators - 10 Oleg Tverdovskij, Avangard Omsk - 11 Darius Kasparaitis, New York Rangers - 29 Alexander Chavanov, St. Louis Blues - 32 Andrej Markov, Montreal Canadians - 45 Dmitri Kalinin, Buffalo Sabres - 55 Sergej Gontjar, Boston Bruins Anfallare 8 Alexander Ovetjkin, Dynamo Moskva - 9 Dajnius Zubrus, Washington Capitals - 12 Oleg Kvasja, New York Islanders - 13 Pavel Datsjuk, Detroit Red Wings - 14 Sergej Samsonov, Boston Bruins - 15 Oleg Petrov, Servette HC - 22 Dmitri Afanasenkov, Tampa Bay Lightning - 24 Alexander Frolov, Los Angeles Kings - 25 Viktor Kozlov, New Jersey Devils - 27 Alexej Kovalev, Montreal Canadians - 31 Artem Tjubarov, Vancouver Canucks - 51 Andrei Kovalenko, Lokomotiv HC - 61 Maxim Afinogenov, Buffalo Sabres - 71 Ilja Kovaltjuk, Atlanta Thrashers - 79 Alexej Jasijin, New York Islanders |

| Slovakiens ishockeylandslag i World Cup 2004 |
| Målvakter 25 Ján Lašák, HC Moeller Pardubice - 31 Rastislav Staňa, Washington Capitals - 37 Peter Budaj, Colorado Avalanche Backar 2 Branislav Mezei, Florida Panthers - 3 Zdeno Chára, Ottawa Senators - 6 Radoslav Suchy, Phoenix Coyotes - 7 Martin Strbak, Pittsburgh Penguins - 17 Ľubomír Višňovský, Los Angeles Kings - 41 Richard Lintner, HC Fribourg-Gottéron - 43 Jaroslav Obšut, Vancouver Canucks - 74 Ladislav Cierny, HKm Zvolen Anfallare 8 Martin Cibak, Tampa Bay Lightning - 10 Marian Gaborik, Minnesota Wild - 15 Jozef Stümpel, Los Angeles Kings - 16 Vladimir Orszagh, Nashville Predators - 18 Miroslav Satan, Buffalo Sabres - 19 Branko Radivojevic, Philadelphia Flyers - 20 Richard Zednik, Montreal Canadiens - 21 Radovan Somik, Philadelphia Flyers - 23 Lubos Bartecko, HC Sparta Prag - 26 Ronald Petrovicky, Atlanta Thrashers - 27 Ladislav Nagy, Phoenix Coyotes - 30 Miroslav Hlinka, HC Zlín - 38 Pavol Demitra, St. Louis Blues - 81 Marian Hossa, Ottawa Senators - 82 Rastislav Pavlikovsky, Leksands IF |

| Sveriges ishockeylandslag i World Cup 2004 |
| Målvakter 30 Henrik Lundqvist, Västra Frölunda HC - 32 Mikael Tellqvist, Toronto Maple Leafs - 35 Tommy Salo, Modo Hockey Backar 2 Mattias Öhlund, Vancouver Canucks - 3 Kim Johnsson, Philadelphia Flyers - 5 Nicklas Lidström, Detroit Red Wings - 8 Christian Bäckman, St. Louis Blues - 14 Mattias Norström, Los Angeles Kings - 17 Marcus Ragnarsson, Philadelphia Flyers - 28 Dick Tärnström, Pittsburgh Penguins - 36 Daniel Tjärnqvist, Atlanta Thrashers Anfallare 10 Andreas Johansson, Nashville Predators - 11 Daniel Alfredsson, Ottawa Senators - 12 Daniel Sedin, Vancouver Canucks - 13 Mats Sundin, Toronto Maple Leafs - 18 Marcus Nilson, Calgary Flames - 19 Markus Näslund, Vancouver Canucks - 20 Henrik Sedin, Vancouver Canucks - 21 Peter Forsberg, Colorado Avalanche - 22 Per-Johan Axelsson, Boston Bruins - 26 Samuel Påhlsson, Mighty Ducks of Anaheim - 29 Nils Ekman, San Jose Sharks - 33 Fredrik Modin, Tampa Bay Lightning - 40 Henrik Zetterberg, Detroit Red Wings - 72 Jörgen Jönsson, Färjestads BK - 96 Tomas Holmström, Detroit Red Wings |

| Tysklands ishockeylandslag i World Cup 2004 |
| Målvakter 1 Oliver Jonas, Eisbären Berlin - 37 Olaf Kölzig, Washington Capitals - 80 Robert Müller, Krefeld Pinguins Backar 5 Robert Leask, Eisbären Berlin - 7 Sascha Goc, Adler Mannheim - 10 Christian Ehrhoff, San Jose Sharks - 12 Mirko Lüdemann, Kölner Haie - 13 Christoph Schubert, Ottawa Senators/Binghamton Senators - 31 Andreas Renz, Kölner Haie - 58 Lasse Kopitz, Nürnberg Ice Tigers - 84 Dennis Seidenberg, Philadelphia Flyers Anfallare 17 - Jochen Hecht, Buffalo Sabres - 19 Marco Sturm, San Jose Sharks - 21 Stefan Ustorf, Krefeld Penguins - 22 Martin Reichel, Frankfurt Lions - 26 Daniel Kreutzer, DEG Metro Stars - 27 Tobias Abstreiter, Kassel Huskies - 32 Tomas Martinec, Adler Mannheim - 34 Eduard Lewandowski, Kölner Haie - 47 Christoph Ullman, Adler Mannheim - 49 Klaus Kathan, Adler Mannheim - 57 Marcel Goc, San Jose Sharks - 72 Petr Fical, Nürnberg Ice Tigers - 73 Tino Boos, Kölner Haie - 76 Stephan Retzer, Kassel Huskies |

| USA:s ishockeylandslag i World Cup 2004 |
| Målvakter 29 Rick DiPietro, New York Islanders - 30 Ty Conklin, Edmonton Oilers - 42 Robert Esche, Philadelphia Flyers Backar 2 Brian Leetch, Toronto Maple Leafs - 3 Aaron Miller, Los Angeles Kings - 6 Eric Weinrich, St. Louis Blues - 10 Paul Martin, New Jersey Devils - 20 Ken Klee, Toronto Maple Leafs - 24 Chris Chelios, Detroit Red Wings - 26 John-Michael Liles, Colorado Avalanche - 28 Brian Rafalski, New Jersey Devils Anfallare 7 Keith Tkachuk, St. Louis Blues - 9 Mike Modano, Dallas Stars - 11 Tony Amonte, Philadelphia Flyers - 12 Brian Rolston, Boston Bruins - 13 Bill Guerin, Dallas Stars - 15 Jamie Langenbrunner, New Jersey Devils - 16 Brett Hull, Detroit Red Wings - 19 Scott Gomez, New Jersey Devils - 21 Bryan Smolinski, Ottawa Senators - 22 Steve Konowalchuk, Colorado Avalanche - 27 Jeff Halpern, Washington Capitals - 33 Craig Conroy, Calgary Flames - 37 Chris Drury, Buffalo Sabres - 39 Doug Weight, St. Louis Blues - 55 Jason Blake, New York Islanders |